# Romuald Karaś
Romuald Karaś (ur. 8 lutego 1935 w Tomaszowie) – polski dziennikarz, reportażysta, publicysta, dramaturg, autor słuchowisk radiowych oraz scenariuszy filmowych i audycji telewizyjnych. Jeden z członków założycieli Stowarzyszenia im. Witolda Hulewicza.

## Życiorys
Syn Jana Karasia i Bronisławy Diupero. Ukończył I Liceum Ogólnokształcące im. A.J. ks. Czartoryskiego w Puławach, studiował później prawo na Uniwersytecie Marii Curie-Skłodowskiej w Lublinie. W wieku szesnastu lat zadebiutował na łamach lokalnej prasy lubelskiej pisząc reportaże z Kurowa, gdzie mieszkał oraz z Puław. W 1956 r. w Życiu Lubelskim ukazał się jego pierwszy tekst. W latach 1958–1963 i od 1967 r. pracował w Sztandarze  Ludu, zamieszczając tam reportaże (dodatek do pisma pt.: Kultura i życie). Od 1963 do 1990 r. należał do PZPR, a następnie do PSL. Od 1963 do 1967 r. dziennikarz Kuriera Lubelskiego. Od 1970 r. mieszka w Warszawie. Był dziennikarzem w tygodnikach: Zarzewie (1970–1972), Walka Młodych (1972–1976), Tygodnik Kulturalny (1976–1977), Literatura (1977–1981; cykl pt.: Chleb nasz powszedni), Przegląd Tygodniowy (1982–1983; m.in. cykl pt.: Widziane z Brackiej). Następnie w dziale reportażu Telewizji Polskiej, autor scenariuszy filmowych i programów telewizyjnych. Od 1973 r. członek Związku Literatów Polskich, od 1986 r. wiceprezes, a w latach 1989–1992 prezes Oddziału Warszawskiego oraz członek Zarządu Głównego ZLP. Od 1982 r. członek SD PRL, a następnie SDP. Współpracował z Polskim Radiem (m.in. autor słuchowisk pt.: Król szos, Gra). Laureat Lauru Dziennikarza Warmii i Mazur (2020), przyznawanego przez Oddział Warmińsko-Mazurski Stowarzyszenia Dziennikarzy Polskich. W latach 2014–2021 prezes Stowarzyszenia im. Witolda Hulewicza.

## Twórczość
- Widok z bramy optymizmu (szkice biograficzne; Wydawnictwo Lubelskie 1965)
- Puławy, rozdział drugi (reportaże; Wydawnictwo Lubelskie 1967)
- Kumys na deser (reportaże; seria: "Naokoło świata"; Iskry 1969)
- Tropem anonimu (reportaże; Wydawnictwo Lubelskie 1972)
- Szukam raju (reportaże; seria: "Naokoło świata"; Iskry 1975; Wydanie 2 zmienione: Książka i Wiedza 1979)
- Himalajska tragedia (reportaże; Czytelnik 1976)
- Nazywam się Pekosiński (reportaże; Czytelnik 1977)
- Tajemnice prowincji (reportaże; Krajowa Agencja Wydawnicza 1979)
- Tabu (reportaże; Iskry 1980)
- Podeptany chleb. Reportaże interwencyjne (Czytelnik 1981)
- Strzały na Mazowieckiej (opowieść; druk: "Związkowiec" nr 0, 1-7/1984, 2-20/1985)
- Dom nad Marychą (reportaże; Czytelnik 1986)
- Ostatni odruch (powieść reportażowa; Wydawnictwo MON 1986)
- Bezimienny (dramat; 1987)
- Próba prawdy (dramat; wydanie wespół z utworem dramatycznym M. Suponin pt.: Straszydło; Wyd Inspiracje, ZG ZSMP, RSW Prasa 1989)
- Klątwa i cud. Majora Sucharskiego droga na Westerplatte (Warszawa 2017)

## Odznaczenia i nagrody
- Srebrny Krzyż Zasługi (1970)
- Wielka Nagroda im. Witolda Hulewicza za rok 2020[6].
- Nagroda "Zasłużony dla Polaków na Wschodzie" (2019)
- Nagroda im. Juliana Bruna dla młodych dziennikarzy (1963)
- Nagroda im. T. Nocznickiego (1965)
- Nagroda literacka Wojewódzkiej Rady Narodowej w Lublinie (1967)
- Nagroda Życia Literackiego (za Himalajską tragedię; 1977)
- Nagroda im. Ksawerego Pruszyńskiego (za Himalajską tragedię; 1977)
- Krzyż Świętego Jana Pawła II (2021)[7]
- Dyplom honorowy Związku Pisarzy ZSRR (1979)[8]